# Gaetano Gaspare Uttini
Gaetano Gaspare Uttini (2 novembre 1737 – 12 gennaio 1817) è stato un medico italiano.

## Biografia
Gaetano Gaspare Uttini nacque da Giacomo e Agata Vincenza Corticelli; si laureò in Filosofia e Medicina il 16 dicembre 1763, e divenne prima professore onorario nel 1767, poi lettore stipendiato dal 1772, e nel 1789 fu iscritto al Collegio medico. Fu anche docente di anatomia.
Nel 1799 fu sospeso per non avere giurato alla Repubblica Cisalpina; nel novembre 1800 fu assegnato alla cattedra di Patologia, Polizia medica e Medicina legale, confermato dal decreto napoleonico del 25 novembre 1802, quando divenne anche rettore dell'Alma Mater.
Nel 1801, in occasione di una grave epidemia di vaiolo, fu tra i medici favorevoli all'uso dei primi vaccini, la cosiddetta “vaiolizzazione”, che però trovava forti resistenze anche nell'ambiente medico.
Nel 1806 andò in pensione.
Era considerato era considerato «uomo religioso, autorevole, obbligante, benefico ed eccellente non meno nell’insegnare che nel curare». Scrisse relativamente a laringe e trachea proseguendo le ricerche di Gian Giuseppe Ballanti ed approfondì gli studi sulla tiroide, scrivendo il testo De glandulae tyroideae usu.
Morì celibe, per stranguria, il 12 gennaio 1817. Dopo la morte il nipote fece erigere una tomba monumentale commissionata a Giovanni Putti, autore di molti altri monumenti.